# スロバキアの国旗
スロバキアの国旗は、1992年9月3日にスロバキア憲法にて制定された。
他のスラブ国家同様、汎スラヴ主義の三色、赤・青・白（汎スラヴ色）が使われている。国章のあるなしを除くと、このデザインは1848年、スロバキアがオーストリア帝国と同盟したハンガリー王国（マジャル人）と戦争をした際から使われている（オーストリア・ハンガリー帝国の1848年革命）。また第二次世界大戦以前に非公式にチェコスロバキアでも使用され、また第二次大戦中はスロバキア共和国で使用され、公式的には1990年3月1日にチェコスロバキア内のスロバキア共和国の国旗となった。1992年9月3日に国章が追加され、1993年2月には国旗についての特別法が制定された。
国章のないスロバキア旗は現在のロシアの国旗と全く同じデザインとなり、またスロベニアの国旗ともよく似ているため、1992年の憲法で国章を追加。

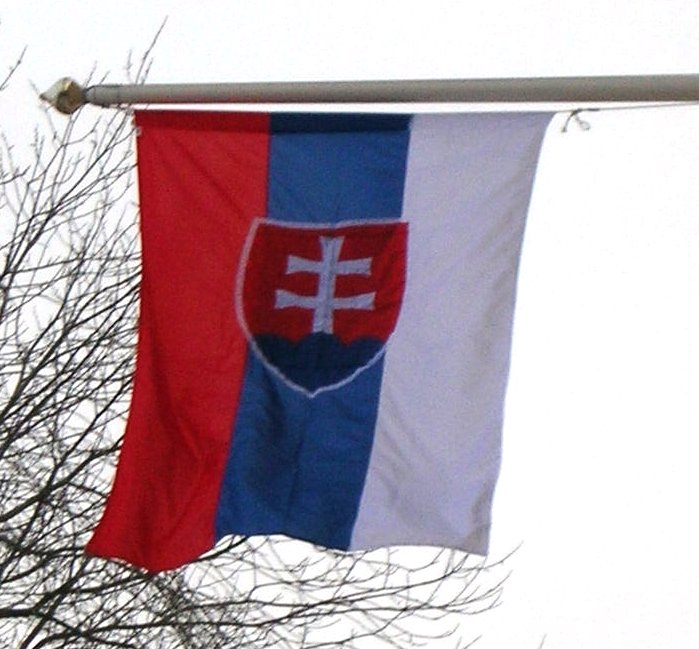
縦に掲揚する場合は、国章も縦向きにする。注: 正式に掲揚する際は、白地の方を旗柱の先端へ向けることになっている。

国章の複十字（ダブル・クロス、またはPatriarchal Cross「総主教の十字」）はビザンチン帝国（東ローマ帝国）の正教会のシンボルであり、その下の三つの丘は実在する三つの山脈（タトラ山、ファトラ山、マートラ山）を表す。マートラ山はハンガリーにある。これらの丘の絵はハンガリー王国の北部の山がちな国土を示し、ハンガリー王国の国章に15世紀以前から使用されていた。現在は、スロバキアの山がちな国土を示しているとされている。なお、このスロバキアの国章の「複十字と三つの丘」のシンボルはハンガリーの国章にも使われている。

大統領旗
縦方向掲揚時

## 歴史的な旗

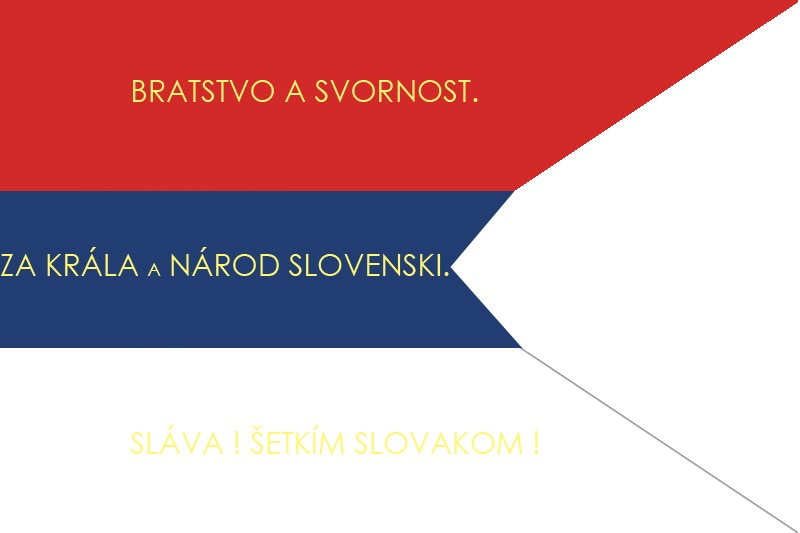
?1848年革命の革命旗
?スロバキア第一共和国の国旗（1939年-1945年）
?スロバキア第一共和国の大統領旗
?スロバキア第一共和国の軍用旗
?スロバキア社会主義共和国およびスロバキア共和国の国旗（1969年-1992年）

## 類似の意匠

スロベニアの国旗
ロシアの国旗
セルビアの国旗